# Craterul Chicxulub

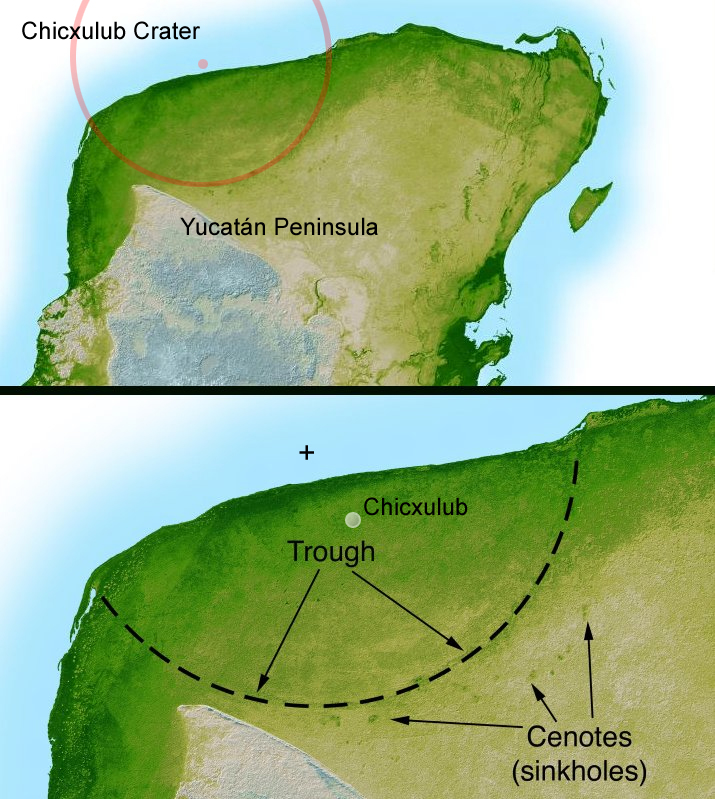
Imagini de la misiunea de topografie a NASA care dezvăluie o parte din cei 180 de kilometri ai diametrului craterului.

Craterul Chicxulub  (pronunțat Cicșulub) este un crater de impact preistoric, azi îngropat parțial de apele Golfului Mexic și parțial sub Peninsula Yucatan din Mexic.

## Date generale
Centrul craterului este situat în apropierea orășelului mexican Chicxulub, după care este numit craterul. Craterul este mai mare de 180 km în diametru; această caracteristică face ca el să fie una dintre cele mai mari structuri de impact confirmate de pe Pământ. Meteoritul care a format craterul a avut cel puțin 10 km în diametru.

## Descoperire
Craterul a fost descoperit de Glen Penfield, un geofizician care a lucrat în Yucatán în timp ce căuta petrol în timpul anilor 1970. Penfield, inițial, a fost în imposibilitatea de a obține probe care să arate că structura geologică este de fapt un crater, și a renunțat la căutarea lor. Prin contactul cu Alan Hildebrand, Penfield a fost capabil să obțină probe care să sugereze că este o caracteristică de impact. Dovezile, care atestă originea craterului, includ cuarț de impact, o anomalie gravitațională și tectită din zonele limitrofe.

## Vârsta

O animație care arată cum se formează un crater de impact meteoritic (University of Arizona, Space Imagery Center). [http://upload.wikimedia.org/wikipedia/commons/d/d9/Chicxulub-animation.gif Click aici pentru a vedea animația

Vârsta rocilor arată că această structură de impact datează de la sfârșitul perioadei Cretacic, acum aproximativ 65 de milioane de ani. Impactul asociat cu craterul este implicat în cauza dispariției dinozaurilor, așa cum este sugerat de limita Cretacic-paleogen (limita K-Pg), granița geologică dintre perioadele cretacice și paleogene, deși unii critici susțin că impactul nu a fost singurul motiv, alții dezbat dacă a existat un singur impact sau dacă impactul Chicxulub a fost unul din mai multe care ar fi putut lovi Pământul aproximativ în același timp. Date recente sugerează că impactul ar fi putut fi creat de o bucată de la un asteroid mult mai mare, care s-a fragmentat într-o coliziune în spațiu îndepărtat acum mai mult de 160 de milioane de ani.
În martie 2010, în urma analizei extinse a dovezilor disponibile adunate timp de 20 de ani, dovezi și date din domeniile paleontologie, geochimie, modelarea climei, geofizică și sedimentologie, 41 de experți internaționali din 33 de instituții au revizuit dovezile disponibile și au concluzionat că impactul de la Chicxulub a declanșat extincții în masă la granița K-Pg, inclusiv extincția dinozaurilor.

## Date despre impact
Bolidul care a lovit Pământul a avut un diametru estimat de 10 km, și a emis un echivalent de energie estimat la 96 de teratone de TNT (4 × 1023 J). Prin contrast, cel mai puternic dispozitiv exploziv detonat vreodată de om, Bomba țarului, a avut un randament de numai 50 de megatone de TNT (2,1 × 1017 J), astfel, impactul Chicxulub este de 2 milioane de ori mai puternic.